# 烏帽子岳 (豊後大野市)
烏帽子岳（えぼしだけ、よぼしだけ）は、大分県豊後大野市大野町藤北にある山である。大分市との境付近にあり、標高は821m。

## 概要
大分県豊後大野市の北部にある山で、西側の鎧ヶ岳、東側の雨乞岳と3つの山が並んで、豊後大野市の北辺を大分市西南部と画している。山容が烏帽子に似ていることから烏帽子岳と名づけられたが、音が転訛して「えぼしだけ」でなく「よぼしたけ」と呼ばれることもある。
東麓には、大友氏第3代当主大友頼泰の建立と伝えられる烏帽子岳浄水寺があり、馬頭観音を本尊とする牛馬の守り神として信仰を集めた。本堂は1977年に焼失したが、本尊は無事で、現在は再建された本堂に安置されている。
浄水寺境内のえぼし公園は、全国でも珍しいボタンザクラだけが植えられた公園で、4月中旬から5月上旬にかけては約1,000本のボタンザクラが咲く桜の名所として知られている。4月下旬にはえぼし岳ぼたん桜祭りも開催されて見物客でにぎわう。このボタンザクラは、豊後大野市を代表する花として市の花にも選ばれている。
烏帽子岳は大分百景のひとつに選定されており、烏帽子岳を含む地域は大分県によって神角寺芹川県立自然公園に指定されている。